# Per Nielsen (fodboldspiller)
 For alternative betydninger, se Per Nielsen. (Se også artikler, som begynder med Per Nielsen)
Per Lundgren Nielsen (født 15. oktober 1973) er en dansk fodboldtræner og tidligere professionel fodboldspiller. Han er i øjeblikket cheftræner for Brøndby IFs kvinder
Han spillede i midterforsvaret for Brøndby IF i den danske Superliga i hele sin klubkarriere. Med Brøndby vandt Nielsen fem danske mesterskaber og tre pokaltitler siden debuten i 1993, mens han fra 2002 til 2008 var kaptajn for holdet. Han spillede i alt 547 officielle kampe for Brøndby IF og scorede 26 mål. Han spillede 10 kampe for det danske landshold, og er noteret for 19 kampe for det danske U-21-landshold fra 1994 til 1996. Han fungerer senere som assistenttræner for Brøndbys andethold og senere U19-hold, foruden at være cheftræner for Hvidovre IF.

## Biografi
Nielsen blev født i Aarhus, men hans forældre flyttede til Brøndby mens han var barn, og han blev indskrevet i Brøndby IF i en alder af fem år. Han blev kaldt op til U-21-landsholdet i marts 1993, og han havde sin seniordebut i Brøndby-trøjen 26. juni 1993, hvor han blev udråbt som midterforsvareren Uche Okechukwus afløser over tid. Han flyttede til seniorholdet fra et ungdomshold, der havde skabt flere senere førsteholdsspillere som Kim Daugaard, Allan Ravn og den senere landsholdsspiller Ebbe Sand.  Han bed sig fast i holdet i sæsonen 95/96, hvor Brøndby vandt guldet -- og han var fast mand i startopstillingen lige siden. 
Selvom han vandt flere trofæer med Brøndby slog Nielsen aldrig igennem på landsholdet, men han blev udtaget til ligalandsholdet, der består af de bedste spillere fra den hjemlige Superliga. Han tog på sin første tur med ligelandsholdet i 1997, til US Cup i Californien, USA. Han deltog ligeledes i turene til Colombia, Ecuador og Venezuela i 1999, mens skader holdt ham fra turene i 1998. Efter mesterskabet med Brøndby i 2001-02 trak målmand Mogens Krogh sig tilbage, og Nielsen blev valgt som kaptajn. Han fik endelig sin debut for det danske landshold i september 2002 som en sen indskiftning, og han forblev i periferien af holdet resten af sin karriere. Efter sin anden pokaltitel i 2003 blev Per Nielsen valgt som Årets Spiller i Brøndby IF.
I 2004 annoncerede de danske fodboldspilleres forening en strejke. Brøndby spillede stadig europæiske kampe, og kunne blive nødt til at sende et hold bestående af gamle førsteholdsspillere, ungdomsspillere og nyligt tilkommende spillere på banen til UEFA cup-kvalifikationskampen mod FK Ventspils. To dage før kampen brød Per Nielsen og holdkammeraten Dan Anton Johansen strejken og vendte tilbage til Brøndbytræningen,  hvilket skabte stor kontrovers. Dagen efter nåede spillernes og klubbernes foreninger en provisorisk aftale,  og Brøndbys førsteholdsspillere blev valgt til kampen, selvom de efterfølgende blev slået ud.
Nielsen blev igen inkluderet i ligalandsholdets tur til Californien i 2004, hvor han havde sin 10. optræden for holdet, efter at skader havde holdt ham fra turen i 2003. I januar 2006 blev Per Nielsen igen kaldt op til sin sjette tur med ligalandsholdet, men han valgte dog ikke at rejse med holdet til Carlsberg Cup i Hong Kong af personlige årsager, hvilket landsholdstræner Morten Olsen fuldt ud støttede. 
I februar 2008, valgte Nielsen at resignere fra kaptajnposten, idet han udtalte at han ville bruge sit sidste halvandet år i Brøndby til at hjælpe klubben med at komme videre, også selvom det ville betyde, at han skulle tage plads på bænken.  Stefán Gíslason blev udnævnt til hans afløser.
Per Nielsen annoncerede i slutningen af juni 2008 at han ville stoppe som aktiv fodboldspiller. I stedet ville han fortsætte som talentspejder i Brøndby. Hans sidste kamp i den blå og gule trøje blev hans testimonialkamp mod spanske Deportivo La Coruna 12. juni 2008. . Efterfølgende har han fortalt, at han gerne vil arbejde med ungdom/talent i Brøndby IF.
I 2013 debuterede Per Nielsen som forfatter, da han udgave selvbiografien "4 - Brøndby for evigt?", hvor i han åbent fortæller anekdoter fra sit liv i, omkring og uden for Brøndby IF. Bogen medførte en del kontrovers i medierne.

## Titler
- Superligaen
  - Vinder (5): 1995-96, 1996-97, 1997-98, 2001-02, 2004-05
- Landspokalturneringen
  - Vinder (4): 1997-98, 2002-03, 2004-05, 2007-08
- Royal League
  - Vinder (1): 2006-07